# Buožių kaimo apylinkės
Buožių kaimo apylinkės este o arie protejată (arie specială de conservare — SAC, sit de importanță comunitară — SCI) din Lituania întinsă pe o suprafață de 14,1 ha, integral pe uscat.

## Localizare
Centrul sitului Buožių kaimo apylinkės este situat la coordonatele 55°57′36″N 24°53′53″E / 55.9601°N 24.8981°E.

## Înființare
Situl Buožių kaimo apylinkės a fost declarat sit de importanță comunitară în august 2016 pentru a proteja un număr necunoscut de specii din flora spontană și fauna sălbatică aflate în arealul zonei. Situl a fost protejat și ca arie specială de conservare în august 2020.

## Biodiversitate
Situată în ecoregiunea boreală, aria protejată conține 1 habitat natural: Pajiști fino-scandinave uscate până la mezice, bogate în specii de altitudine mică.
La baza desemnării sitului se află un număr nedeclarat de specii protejate.